# Valonia (tierra romance)

Ubicación en Bélgica de la Región Valona, que es el territorio al que hoy en día se alude cuando se habla de "Valonia".

El gallo atrevido, un símbolo de la Valonia.

Valonia (en francés: Wallonie, en neerlandés: Wallonië, en alemán: Wallonien, en valón: Walonreye) es la parte meridional de la actual Bélgica que pertenece a la zona lingüística romance, en comparación con la zona lingüística germánica del norte. La lengua mayoritaria de sus habitantes es el francés en valón. Entre sus ciudades más importantes destacan Charleroi, Lieja, Mons, Namur o La Louvière. Esta «tierra romance» inventada en 1886 es la base de las reivindicaciones del movimiento valón que ata a esta tierra un proyecto de la sociedad fundado sobre los ideales de la tradición política francesa. La concretización política de la Valonia se hace por la creación de la Región lingüística francófona de Bélgica en 1970 y de la Región Valona en 1980. Estas dos regiones pueden también llamarse Valonia.

## Etimología
La palabra Wallonie viene del término Wallon, que a su vez procede de Walh, una muy antigua palabra germánica utilizada para designar a las poblaciones celtófonas o romances. La primera aparición reconocida de la palabra Valonia está en 1842 en el Essai d'étymologie philosophique (Ensayo de etimología filosófica) de un filólogo y antropólogo de Namur, el abad Honoré Chavée, que la utiliza para designar el mundo romance en oposición a la Alemania. Su “sentido verdadero”, según Albert Henry, llega dos años más tarde bajo la pluma Francois-Charles-Joseph Grandgagnage que por esta palabra designa “esta vez, más o menos claramente, la parte romance del joven Estado unitario Bélgica”. Eso está en 1886, con el escritor y activista valón Albert Mockel que la palabra toma “su sentido político de afirmación cultural regional”, en oposición a la palabra Flandes utilizada por el movimiento flamenco.

## Geografía

### Definición del territorio
Antes el principio del siglo XX, la noción de "Valonia" está confundida, hay "valones" en Flandes y Bruselas, así como en el territorio del actual Región Valona. Debemos esperar la ley Coremans-De Vriendt para que tome forma más claramente.
Según el historiador Félix Rousseau, Valonia ha estado presente desde la época romana, con una vanguardia latina en una Europa germánica. Su libro La Wallonie, Terre romane (La Valonia, Tierra Romance) comienza así:

«Desde hace siglos, la tierra de los Valones es una tierra romance y no ha dejado de serlo. He ahí el hecho capital de la historia de los Valones que explica su manera de pensar, sentir, creer.
Por otra parte, en el conjunto del mundo romance, la tierra de los Valones, acorralada entre territorios germánicos, ocupa una posición especial, una posición de vanguardia. En efecto, una frontera de cerca de trescientos kilómetros separa estos extremi Latini de los flamencos al Norte, de los Alemanes al Este.»

Albert Henry tiene la misma definición en su libro Histoire des mots Wallon et Wallonie (Historia de la palabras Valon i Valonia).
Philippe Destatte la retoma pero situandola en el marco de Bélgica : 

El análisis del término "Valonia" sitúa totalmente la región en la historia del Estado belga. Albert Henry define a Valonia como "la Bélgica romana al sur de la frontera que separa el dialecto flamenco de los dialectos románicos, de Ploegsteert al Hertogenwald.

Con el proyecto de la ley Gilson sobre la fijación de la frontera lingüística y la transferencia de Voeren (Fourons) a la Provincia de Limburgo votado el 31 de octubre de 1962, el movimiento valón reclama "El regreso de los Fourons a Lieja" (le retour des Fourons à Liege) porque él considera que este territorio de Valonia esta ocupado por el Flandes. Uno de los últimos eventos de esta reclamación es la proposición de constitución valona en 2006 por Jean-Claude Van Cauwenberghe con un estatuto birregional para la comuna de Voeren en el Artículo 9 El antiguo ministro-presidente de la Región Valona tuvo durante su mandato un discurso el 9 de enero de 2001 describiendo Valonia "de Voeren a Mouscron, de Nivelles a Arlon".
Jean-Claude Van Cauwenberghe también defiende en su propuesta de constitución la pertenencia de los municipios de lengua alemana en Valonia y la inviolabilidad de su territorio. Karl-Heinz Lambertz, entonces ministro-presidente de la Comunidad Germanófona de Bélgica, propuso en 2002 de organizar un referéndum en la región de habla alemana de Bélgica para una posible ruptura con la Región Valona y un estatus de cuarta región de Bélgica. "Van Cau" se niega a entrar en discusión sobre estas demandas autonomistas con los "valones que hablan alemán" porque su definición es que "Es Valón cada habitante de Valonia". La misma definición del territorio valón y de la identidad valona esta defendida por otros activistas valones como José Happart pero también José Fontaine y su "Movimiento del Manifiesto Valón". Maarten Van Ginderachter considera que con esta definición « el principio de ciudadanía se pone en la dirección equivocada, ya que el individuo no decide si pertenece a una comunidad determinada, sino que es el domicilio el que determina la nacionalidad ».
El activista valón y director del Instituto Jules Destrée Philippe Destatte piensa igualmente que esta imposición de la identidad es autoritarismo, y considera que la Valonia es la Región lingüística francófona de Bélgica porque los « germanófonos están en un proceso de la cuarta región ». Otros activistas valones tampoco incluyen las comunas de habla alemana en Valonia, como François Perin.

### Capital
La elección de una capital para la Valonia ha estado larga por el movimiento valón. Al principio fue Lieja, que se había convertido en el centro impulsor del Movimiento Valón y el asiento de muchas instituciones "wallingantes" como el Congreso Nacional de Valonia. Jean-Pol Hiernaux para la nota sobre la capital valona en la Enciclopedia del Movimiento Valón señala que los activistas «no dicen nada sobre la cuestión de la elección de una capital para la Valonia. [...] A veces ni siquiera es seguro que quieran instalar esta en Valonia».
El cambio de rumbo comenzó a ocurrir según Hiernaux entre el Congreso Nacional Valón de 1905 que abogaba por su Liga Nacional un asiento que « podría ser fijado en Lieja, como capital de Valonia » y el congreso de 1912 que proponía « la creación de un comité de acción valona [...] que celebrará sus reuniones en Namur, que es la ciudad más central de la región valona ».
Incluso después de la regionalización de 1980 con la segunda reforma del Estado, la capital de la Región Valona no fue oficialmente definida. No fue sino hasta el decreto del 11 de diciembre de 1986 que Namur se convirtió en la «capital de la Región Valona», renombrada desde 2010 como «capital de Valonia y sede de las instituciones políticas regionales».
Para el Movimiento valón, que durante mucho tiempo no ha decidido, Jean-Pol Hiernaux escribe:

El 21 de noviembre de 1991, recibió el reconocimiento del Movimiento Valón con el premio de la Fondation Maurice Bologne-Lemaire: la capital de Valonia está finalmente, de forma concreta e irreversible, anclada en tierras valonas, en la confluencia de la Sambre y el Mosa, en la ciudad querida de François Bovesse, Félix Rousseau, Fernand Danhaive, Fernand Massart ... y Joseph Grandgagnage, creador de la palabra 'Wallonie'.

## Historia
A pesar de que «la mayoría de los historiadores coinciden en que el concepto “Valonia”, en el sentido político del término, [...] solo se forma después de la creación de Bélgica», los historiadores del movimiento valón como Jean Pirotte consideran que la comunidad valona tiene derecho a buscar sus raíces, incluso en un pasado donde todavía no tenía su denominación actual.
Para el politólogo André Lecours, la Valonia tiene poco significado histórico, todavía menos que la Flandes como hoy se entiende.

## Política

### Reclamaciones en el marco belga

En amarillo, Valonia propuesta en 1905. En rojo, la Región Valona hoy.

Tras el reconocimiento del idioma neerlandés como lengua nacional de la misma manera que el idioma francés, el movimiento valón comenzó a reclamar la separación administrativa para mantener un territorio unilingüe en el sur de Bélgica. Ya en 1898 con la ley Coremans-De Vriendt, Julien Delaitte lo propuso a la Liga Valona de Lieja. La misma organización organizó el 1 de octubre de 1905 un congreso valón donde Delaitte defendió la instalación de tres regiones en Bélgica: Valonia, Flandes y Brabante.

#### Región Valona
La Valonia ha estado representada políticamente por la Región Valona desde 1980. El 1 de abril de 2010, el Gobierno valón decidió utilizar el término Valonia para su representación política e internacional. El término Región Valona, sin embargo, sigue siendo utilizado en los actos oficiales para los cuales la legislación prescribe este uso.

### Reclamaciones fuera del marco belga

#### Rattachismo
Una corriente rattachista, o reunionista, ve en la Valonia una tierra perteneciente a la República Francesa, por su lengua, sus habitantes y sus ideas y la opinión mayoritaria en el movimiento valón sobre Francia. Este proyecto francés específicamente para la Valonia está experimentando sus primeras manifestaciones dentro del movimiento valón en 1902 con el Conde Albert du Bois y su "Catecismo de Valonia" en el que afirma la identidad francesa de los Valones.

#### Regionalismo europeo
Algunos federalistas valones ven la existencia de una Valonia en el marco de una Europa de las regiones. Activistas como Jean Rey o Fernand Dehousse o asociaciones del movimiento valón como “Wallonie, Région d'Europe”, han exigido una participación de las Regiones en el proceso de toma de decisiones europeo. Es en este compromiso europeo que un proyecto apoyado por Edgar Faure y Fernand Dehousse fue creado en Louvain-la-Neuve el 15 de junio de 1985: el Consejo de las Regiones de Europa, que en 1987 se convertirá en la Asamblea de las Regiones de Europa y en la que Wallonia ha participado desde el principio.
Este proyecto de una Valonia integrada en una zona europea regionalizada, sigue siendo promovido: el Institut Jules Destrée organiza un seminario en Lieja del 20 al 23 de septiembre de 1995 llamado “La Wallonie, una région d'Europe” para defender este punto de vista y sensibilizar el público. Philippe Suinen, activista valona y director general del Ministerio de Relaciones Exteriores de la Región Valona, es un firme defensor de esta visión europea de la Valonia.
Philippe Destatte considera en su libro L'identité wallonne (la identidad valona) que la construcción europea es hoy uno de los motores del movimiento valón.
A principios de los años 2000, el ministro regional de Valonia, Jean-Claude Van Cauwenberghe, con su homólogo catalán Jordi Pujol, presionó para establecer "la Europa de las regiones frente a la Europa de los Estados-nación".

## Sociedad en proyecto
El movimiento valón no restringe la Valonia a un territorio o una realidad institucional como la Región Valona, sino que lo considera como una sociedad:

Se necesita para la Valonia un proyecto de sociedad global, es decir que la Valonia no debe estar considerada como un territorio del Estado, ni abordada por encima del sistema institucional, sino considerada como una sociedad.

Esto es lo que apoya Michel Quévit en su informe general "La Wallonie, une société en projet" (La Valonia, una sociedad en proyecto) del primer congreso "Wallonie au futur" (Valonia al futuro) en octubre de 1987, que plantea la cuestión de la capacidad de la Valonia para forjar una identidad apta a reunir la población alrededor de un proyecto de sociedad innovador :

Si debo resumir en pocas palabras el propósito de este congreso, diría sin vacilación que nuestro trabajo quería primero y ante todo aprehender la Valonia como una SOCIEDAD EN PROYECTO.

José Fontaine hace la misma observación al identificar la causa principal de la vacilación de la identidad cultural valona en la ausencia de un proyecto de sociedad en Wallonia: « La Valonia es una sociedad sin un proyecto con una identidad inevitablemente vaga que se deriva de esta falta de un proyecto de sociedad para sí mismo »

## Símbolos
Los activistas valones crearon símbolos para ligarlos a la Valonia. El principal es el gallo atrevido, que significa que tiene la pata diestra levantada, utilizado en gran medida especialmente para las banderas. El gallo atrevido es obra del pintor Pierre Paulus que fue solicitado por Paul Pastur. Fue adoptada el 3 de julio de 1913 por una comisión de artistas en la Asamblea valona.